# American Assassin
American Assassin (bra: O Assassino: O Primeiro Alvo, ou O Assassino - O Primeiro Alvo; prt: Assassino Americano) é um filme estadunidense de 2017, dos gêneros ação e suspense, dirigido por Michael Cuesta, com roteiro baseado romance homônimo de Vince Flynn.
O longa foi lançado dia 15 de setembro de 2017 nos Estados Unidos[carece de fontes?], e dia 21 de setembro no Brasil[carece de fontes?]. O orçamento foi de 33 milhões de dólares[carece de fontes?], e arrecadou $51 milhões no mundo todo[carece de fontes?]. 

## Sinopse
Mitch Rapp e sua namorada, Katrina Harper, estão de férias em Ibiza, Espanha. Momentos após Katrina aceitar o pedido de casamento de Mitch, uma célula jihadista aterrissa na praia e começa a atacar os civis com rifles. Em meio à carnificina, Rapp tenta freneticamente encontrar Katrina, mas sua noiva é morta pelos terroristas.
Dezoito meses depois, Rapp, agora consumido pela raiva e pelo desejo de vingança, treina intensamente artes marciais e tiro ao alvo, e frequenta um fórum na internet onde o terrorista responsável pelo assassinato de sua noiva o interroga sobre aspectos do islamismo e da jihad. Tendo conseguido um convite para encontrá-lo pessoalmente na Líbia, Rapp se prepara para se vingar do homem responsável pela morte de sua noiva, mas antes que possa matar o terrorista, a célula é subitamente emboscada pelas Forças Especiais dos EUA, e o terrorista que ele procurava é morto na emboscada. Rapp é então arrastado pelas forças americanas. Em uma instalação da CIA, Rapp passa por 30 dias de interrogatório antes de receber da vice-diretora da CIA, Irene Kennedy, a oportunidade de se juntar a uma unidade de operações secretas de codinome Orion, liderada por Stan Hurley, ex-SEAL da Marinha e veterano da Guerra Fria que treina Rapp e outros potenciais recrutas.
Enquanto isso, a inteligência revela que material nuclear de grau militar desapareceu de uma instalação nuclear russa desativada. O material em questão parece estar indo para a linha dura iraniana, que está irritada com o acordo nuclear do governo iraniano com os EUA. Enquanto verifica a venda do material nuclear na Polônia, o plutônio é interceptado por uma terceira pessoa, que elimina os vendedores antes de desaparecer na multidão. Na Virgínia, Hurley vê notícias e identifica provisoriamente o criminoso como um ex-agente da Orion que se acredita ter sido morto em combate e agora atende pelo codinome "Ghost". A equipe de Hurley é enviada à Turquia para interceptar o comprador para quem Ghost trabalha.
Em Istambul, a equipe de Hurley é identificada, mas não consegue interceptar o dispositivo de disparo. Rapp persegue o vendedor até seu apartamento e, após matá-lo, recupera seu laptop. As informações levam a equipe a Roma, onde agentes da Orion identificam um físico nuclear necessário para transformar o material nuclear em uma arma nuclear funcional. Rapp descobre uma colega de trabalho, Annika, como agente estrangeira do Irã. Ela explica que trabalha para a facção iraniana dominante, que tenta impedir que os radicais adquiram material nuclear. Durante uma reunião entre Hurley e um contato iraniano, Ghost os embosca, mata o contato e captura Hurley.
No esconderijo da CIA, Annika está sendo levada sob escolta por dois agentes do Mossad quando Rapp intercepta o carro e a liberta. Trabalhando juntos, eles localizam a sede subterrânea que Ghost está usando para construir o dispositivo nuclear. Após se infiltrar nos túneis, Rapp localiza e liberta Hurley. Annika é capturada por Ghost e usada como refém, então ela se mata para dar a Rapp a chance de matar Ghost. No entanto, Ghost escapa em um barco com a bomba nuclear. Hurley deduz que Ghost pretende realizar um ataque kamikaze contra a Sexta Frota da Marinha dos EUA. Rapp persegue o barco de Ghost, enquanto a Sexta Frota, alertada sobre o iminente ataque nuclear através dos canais da CIA, se prepara para o ataque.
A bordo do barco de Ghost, Rapp mata Ghost e tenta desviar o barco da Sexta Frota para proteger os navios da explosão, antes de jogar a bomba nuclear no mar e escapar a bordo de um helicóptero de resgate da Marinha enviado por Irene para resgatar Hurley. Segundos depois, o dispositivo detona, criando um enorme buraco e um tsunami subsequente que inunda as embarcações da Sexta Frota, mas a frota sobrevive à explosão.
Após a explosão, Hurley se recupera dos ferimentos e observa que Rapp está de férias em Dubai, enquanto assiste a noticiários que indicam que a facção iraniana que tentou obter a arma nuclear vencerá as eleições presidenciais e culpa a CIA pelo ataque nuclear. Em Dubai, o candidato da facção e seus acompanhantes entram em um elevador no qual Rapp já está presente.

## Elenco
- Dylan O'Brien como Mitch Rapp
- Michael Keaton como Stan Hurley
- Sanaa Lathan como Irene Kennedy
- Shiva Negar como Annika
- Taylor Kitsch como Ghost
- David Suchet como Thomas Stanfield
- Navid Negahban como Behurz
- Scott Adkins como Victor
- Charlott Vega como Katrina Harper